# Campionato Carioca
Il Campeonato Carioca, conosciuto anche come Campeonato Estadual do Rio de Janeiro, è il campionato di calcio dello stato di Rio de Janeiro, in Brasile. Esso è una tra le più prestigiose competizioni calcistiche della nazione.
La prima stagione del Campeonato Carioca venne disputata nel 1906, la terza tra i campionati più antichi del Brasile, dopo il Campeonato Paulista di San Paolo e il Campeonato Baiano di Bahia. Dal 1980 è organizzato dalla Federação de Futebol do Estado do Rio de Janeiro (FFERJ o anche FERJ).
Al campionato partecipano molte tra le più prestigiose squadre di calcio del Brasile: Botafogo, Flamengo, Fluminense e Vasco da Gama.

## Formula
La competizione è divisa in tre fasi: La Taça Guanabara, la Taça Rio, e la finale, giocata tra le vincenti della Taça Guanabara e della Taça Rio.

## Stagione 2025
- Bangu (Rio de Janeiro)
- Boavista-RJ (Saquarema)
- Botafogo (Rio de Janeiro)
- Flamengo (Rio de Janeiro)
- Fluminense (Rio de Janeiro)
- Madureira (Rio de Janeiro)
- Maricá (Maricá)
- Nova Iguaçu (Nova Iguaçu)
- Portuguesa-RJ (Rio de Janeiro)
- Sampaio Corrêa-RJ (Saquarema)
- Vasco da Gama (Rio de Janeiro)
- Volta Redonda (Volta Redonda)

## Le squadre
Si riportano le squadre partecipanti alle 120 edizioni del campionato carioca, dal 1906 fino alla stagione 2025 (in grassetto le squadre partecipanti del 2025):
- 120 volte:  Fluminense
- 119 volte:  Botafogo
- 114 volte:  Flamengo
- 110 volte:   Bangu
- 106 volte:  America-RJ
- 104 volte:  Vasco da Gama
- 79 volte:  Madureira
- 70 volte:   São Cristóvão
- 63 volte:  Bonsucesso,  Olaria
- 50 volte:  Portuguesa-RJ
- 43 volte:  Volta Redonda
- 39 volte:  Americano
- 30 volte:  Campo Grande
- 23 volte:  Friburguense
- 22 volte:  Cabofriense
- 20 volte:  Andarahy
- 19 volte:  Boavista-RJ
- 16 volte:  Nova Iguaçu,  Resende
- 14 volte:  Goytacaz,  Macaé
- 11 volte:  S.C. Brasil
- 10 volte:  Villa Isabel
- 9 volte:  Itaperuna
- 8 volte:  Rio Cricket,  Mangueira
- 7 volte:  Carioca,  Paissandu,  Duque du Caxias
- 5 volte:  Syrio e Libanez,  Tigres do Brasil,  Audax Rio
- 4 volte:  America-TR,  Mesquita
- 3 volte:  Entrerriense,  Sampaio Corrêa-RJ,  Barreira,  Riachuelo-RJ,  River-SJ,  Engenho de Dentro,  Serrano-RJ,  Porto Alegre-RJ,  Confiança-RJ
- 2 volte:  Modesto,  Palmeiras-RJ,  SC Americano-RJ,  Cocotá,  Mavilis,  Hellênico,  Haddock Lobo,  ADN-Niterói,  FAC,  Nova Cidade
- 1 volta:  Maricá,  Barra Mansa,  Progresso,  São Paulo-Rio,  Cattete,  Germânia-RJ,  Internacional-RJ,   Paulistano-RJ,  Metropolitano-RJ,  Independência-RJ,  Fluminense Nova Friburgo,  Cardoso Moreira,  Mackenzie,   Jequiá FC,  Carapebus,  Quissamã,  Americano FC Rio,  Esperança-RJ,  Fidalgo,  SC Everest,

## Titoli per squadra
| Squadra       | Città          | Titoli | Edizione |
| ------------- | -------------- | ------ | --- |
| Flamengo      | Rio de Janeiro | 39     | 1914, 1915, 1920, 1921, 1925, 1927, 1939, 1942, 1943, 1944, 1953, 1954, 1955, 1963, 1965, 1972, 1974, 1978, 1979, 1979, 1981, 1986, 1991, 1996, 1999, 2000, 2001, 2004, 2007, 2008, 2009, 2011, 2014, 2017, 2019, 2020, 2021, 2024, 2025 |
| Fluminense    | Rio de Janeiro | 33     | 1906, 1907, 1908, 1909, 1911, 1917, 1918, 1919, 1924, 1936, 1937, 1938, 1940, 1941, 1946, 1951, 1959, 1964, 1969, 1971, 1973, 1975, 1976, 1980, 1983, 1984, 1985, 1995, 2002, 2005, 2012, 2022, 2023                                     |
| Vasco da Gama | Rio de Janeiro | 24     | 1923, 1924, 1929, 1934, 1936, 1945, 1947, 1949, 1950, 1952, 1956, 1958, 1970, 1977, 1982, 1987, 1988, 1992, 1993, 1994, 1998, 2003, 2015, 2016                                                                                           |
| Botafogo      | Rio de Janeiro | 21     | 1907, 1910, 1912, 1930, 1932, 1933, 1934, 1935, 1948, 1957, 1961, 1962, 1967, 1968, 1989, 1990, 1997, 2006, 2010, 2013, 2018 |
| America-RJ    | Rio de Janeiro | 7      | 1913, 1916, 1922, 1928, 1931, 1935, 1960 |
| Bangu         | Rio de Janeiro | 2      | 1933, 1966 |
| São Cristóvão | Rio de Janeiro | 1      | 1926 |
| Paissandu     | Rio de Janeiro | 1      | 1912 |